# Amgulang
Die Großgemeinde Amgulang (chinesisch 阿木古郎镇, Pinyin Āmùgǔláng Zhèn) wurde 1957 gegründet und liegt im Zentrum des Neuen Linken Bargu-Banners, das zum Verwaltungsgebiets der Stadt Hulun Buir im Autonomen Gebiet Innere Mongolei der Volksrepublik China gehört. Sie ist Hauptort und Verwaltungssitz des Banners.
Amgulang hat eine Fläche von 495 km² und grenzt im Südwesten auf 18 km Länge an den Staat Mongolei. Die Großgemeinde ist in fünf Einwohnergemeinschaften (社区) und ein Gaqaa (嘎查) der Viehhirten untergliedert. Ende 2003 wurden 13.602 Einwohner gezählt (Bevölkerungsdichte 27,48 Einw./km²). Damit lebt fast ein Drittel der Banner-Bevölkerung in Amgulang, hauptsächlich Mongolen und Han-Chinesen. Die Wirtschaft wird von der Wanderviehzucht der Mongolen und der damit verbundenen Milchverarbeitung dominiert.
Koordinaten: 48° 13′ N, 118° 16′ O